# Daniele Finzi Pasca
Daniele Finzi Pasca, né à Lugano le 10 janvier 1964, est un acteur, chorégraphe et metteur en scène suisse.

## Publications
- Facundo Ponce de León, Daniele Finzi Pasca : Théâtre de la caresse, 2009.
- D. Finzi Pasca, Viaggio al confine, Bellinzona 1987 (Italian)
- D. Finzi Pasca, Come acqua allo specchio, Bellinzona 1991 (Italian)
- D. Finzi Pasca, Grenzgang, Zürich 1992 (German)
- D. Finzi Pasca, Naufragando, 1993 (Italian)
- F. Ponce de León, Daniele Finzi Pasca. Teatro de la caricia, Montevideo 2009 (3rd edition 2015) (Spanish)
- F. Ponce de León, Daniele Finzi Pasca. Théâtre de la caresse, Montevideo 2010 (2nd edition 2013) (French)

Società svizzera di studi teatrali (ed.), Mimos 2012. Annuario svizzero del teatro 74-2012: Daniele Finzi Pasca, (Ungheria) 2012 (Italian, French, German)
- F. Ponce de León, Daniele Finzi Pasca. Teatro da carícia, São Paulo 2013 (Portuguese)
- D. Finzi Pasca, J. Whisper, D. Foedus, La Verità, Quart (Italia) 2013 (French, English)
- D. Finzi Pasca, Nuda, Chiasso 2014 (Italian)

Compagnia Finzi Pasca (ed.), Olympic Diary. Sochi 2014, Bari 2014 (English)
- F. Ponce de León, Daniele Finzi Pasca. Teatro della carezza, Lugano 2015 (Italian)
- D. Finzi Pasca, Bianco su Bianco, Lugano 2016 (Italian)
- D. Finzi Pasca, Per te, Lugano 2017 (Italian)
- F. Ponce de León, Даниэле Финци Паска. Театр ласки, Moscou, 2018 (Russian)
- D. Finzi Pasca, Blanc sur Blanc, Lausanne 2019 (French)
- D. Finzi Pasca, Die Nacktgeborene, Wangen 2019 (German)